# エレーヌ・プレボー
エレーヌ・プレボー（Hélène Prévost）は、フランスの女子テニス選手。近代オリンピックにおいて女性の参加が認められた1900年パリ五輪で、テニス競技に初参加した6人の女子選手の1人であり、新たに増設された女子シングルス・混合ダブルスの2部門で最初の銀メダルを獲得した選手である。彼女は夫のアンドレ・プレボーと一緒に、夫婦でパリ五輪に出場した。黎明期の全仏選手権（現在の全仏オープンテニス）でも、1900年の女子シングルスと1902年・1903年の混合ダブルスに優勝した。（“Prevost”というフランス人名の読み方は、日本語では「プレヴォー」が最も多く見られる。）

## 来歴
近代オリンピックの第1回大会は1896年にギリシャ・アテネで始まり、第2回大会の1900年パリ五輪から女子スポーツ選手の参加が認められた。オリンピックのテニス競技では、このパリ大会から「女子シングルス」と「混合ダブルス」が始まった。出場選手が6名だったことから、女子シングルスでは1回戦の2試合を実施して、準決勝の4名に絞った。プレボーは1回戦から出場し、最初の試合でアメリカ代表のジョージナ・ジョーンズ（マリオン・ジョーンズの妹）に 6-0, 6-1 で勝った後、準決勝でヘドヴィガ・ローゼンバウモワ（ボヘミア）を 6-1, 6-1 で破り、シャーロット・クーパー（イギリス）との決勝に進出した。最初の女子シングルス決勝で、プレボーはクーパーに 1-6, 4-6 で敗れた。
6人の女子選手たちは、すべて混合ダブルス部門にもエントリーし、それぞれパートナーを選んでプレーした。最初期の近代オリンピックは、国単位ではなく個人でエントリーしたことから、混合ダブルスには違う国の選手による「混合チーム」も存在した。プレボーはイギリス代表の男子選手ハロルド・マホニーと混合チームを組み、ここでも最初の決勝戦に進んだが、イギリスペアのレジナルド・ドハティー＆シャーロット・クーパー組に 2-6, 4-6 で敗れた。プレボーは2部門とも決勝でクーパーに敗れ、オリンピックのテニス競技の女子部門で最初の銀メダルを獲得したのである。
黎明期の全仏選手権では、第1回の男子シングルスが1891年に始まり、女子シングルスは6年後の1897年から競技が実施された。パリ五輪が開かれた1900年に、エレーヌ・プレボーは第4回の全仏女子シングルス優勝者になった。最初期の全仏選手権は、試合結果や選手のフルネームに正確な記録が残っていないものが多く、プレボーの試合は対戦相手の準優勝者・試合結果とも残存していない。 全仏選手権の混合ダブルスは1902年から始まり、プレボーはR・フォーブと組んで1902年・1903年の混合ダブルスに連続優勝を果たした。
エレーヌ・プレボーは生没年月日や出生地・死去地などを特定できる伝記的な資料が全く残っていない。